# フランス大元帥
フランス大元帥、より正確には「国王の陣営と軍隊の大元帥」（フランス語: maréchal général des camps et armées du roi）は、フランス軍全体に対して権威を持つ称号である。通常、フランス元帥は1個軍のみを率いた。フランス大元帥は、フランス軍総司令官が存在しない場合や、フランス軍総司令官が1626年に廃止されて以後、元帥の上におかれた。

## 在職者
フランス史上、6人しか存在しない。
フランス革命以前（旧体制時代）
| ビロン公爵シャルル・ド・ゴントー （Charles de Gontaut, duc de Biron） 1562年 - 1602年                                      |  | - フランス提督：1592年 - 提督及び元帥：1594年1月26日 - 大元帥：1599年10月11日 - 1602年処刑 |
| レディギエール公爵フランソワ・ド・ボンヌ （François de Bonne, duc de Lesdiguières） 1543年 - 1626年                        |  | - 元帥：1609年9月27日 - 大元帥：1621年3月30日 - フランス軍総司令官：1622年6月6日           |
| テュレンヌ子爵アンリ・ド・ラ・トゥール・ドーヴェルニュ （Henri de la Tour d'Auvergne, Vicomte de Turenne） 1611年 - 1675年 |  | - 元帥：1643年11月16日 - 大元帥：1660年4月4日                                              |
| クロード・ルイ・エクトル・ド・ヴィラール （Claude-Louis-Hector de Villars） 1653年 - 1734年                                |  | - 元帥：1702年10月20日 - 大元帥：1733年10月18日                                            |
| サックス伯爵モーリス （Maurice, comte de Saxe） 1696年 - 1750年                                                            |  | - 元帥：1744年3月26日 - 大元帥：1747年1月12日                                              |

7月王政期（ルイ＝フィリップ1世時代）
| ニコラ＝ジャン・ド・デュ・スールト （Nicolas Jean de Dieu Soult） 1769年 - 1851年 |  | - 元帥（大陸軍）：1804年5月19日 - 大元帥：1847年9月15日 |